# کناریک مارگاریان
کناریک مارگاریان (ارمنی: Քնարիկ Մարգարյան؛ انگلیسی: Knarik Margaryan؛ زادهٔ ۲۸ فوریهٔ ۲۰۰۱) بدمینتون‌باز اهل ارمنستان است.